# Synema globosum flavum
Synema globosum flavum is een spinnenondersoort in de taxonomische indeling van de krabspinnen (Thomisidae).
Het dier behoort tot het geslacht Synema. De wetenschappelijke naam van de soort werd voor het eerst geldig gepubliceerd in 1913 door Pelegrin Franganillo-Balboa.